# Prix international du livre de Dundee
Le Prix international du livre de Dundee (en anglais Dundee International Book Prize) est une compétition littéraire biennale ouverte aux jeunes auteurs, et dont le prix est de 10 000 livres sterling ainsi que la publication du manuscrit par les éditions Polygon Books.

## Histoire
Initié en 1996, le Dundee Book Prize était à l'origine destiné à récompenser le manuscrit d'un roman dont l'action se déroulait à Dundee. Les fondateurs du prix, l'écrivain Carol Pope et l'université de Dundee, ont ainsi dynamisé les jeunes écrivains locaux, et la première édition a ainsi accueilli 84 manuscrits en compétition. Le premier roman primé fut Tumulus, par Andrew Murray Scott, une fiction se déroulant entre le Dundee d'aujourd'hui et celui des années 1970. La presse l'accueillit favorablement.
Le second prix, décerné en 2002, a été attribué à Claire-Marie Watson pour son roman The Curewife (La Guérisseuse), une fiction historique racontant, de manière très romancée, l'histoire de la dernière sorcière de Dundee, Grissel Jaffray.
Le manuscrit primé en 2004 fut Whales for the Wizard (Des Baleines pour le Sorcier), signé Malcolm Archibald, une nouvelle fiction historique exploitant la tradition d'exploration maritime de Dundee. Deux autres participants, Claire Collison et Catherine Czerkawska, ont aussi vu leurs romans publiés. C'est cette année-là que le prix fut renommé en Dundee International Book Prize, afin de refléter son ouverture au reste du monde.